# ブレッツォ・ディ・ベーデロ
ブレッツォ・ディ・ベーデロ（伊: Brezzo di Bedero）は、イタリア共和国ロンバルディア州ヴァレーゼ県にある、人口約1,200人の基礎自治体（コムーネ）。

## 地理

### 位置・広がり

#### 隣接コムーネ
隣接するコムーネは以下の通り。弧内のVBはヴェルバーノ・クジオ・オッソラ県所属を示す。
- ブリッサーゴ＝ヴァルトラヴァーリア
- カンネロ・リヴィエーラ (VB)
- ジェルミニャーガ
- オッジェッビオ (VB)
- ポルト・ヴァルトラヴァーリア

### 地震分類
イタリアの地震リスク階級 (it) では、4 に分類される
。

## 行政

### 分離集落
ブレッツォ・ディ・ベーデロには、以下の分離集落（フラツィオーネ）がある。
- Bedero, Brezzo, Pralongo, Casa Passera, casa fioroli, Alcio, La Canonica, Trigo, Casa Sirpo, Nonedo, Cà Bianca, Casa Spozio, Villaggio Olandese